# Stapelfeld
Stapelfeld er en kommune og by i det nordlige Tyskland, beliggende i Amt Siek under Kreis Stormarn. Kreis Stormarn ligger i den sydøstlige del af delstaten Slesvig-Holsten.

## Geografi
Stapelfeld ligger umiddelbart øst for hamborg-bydelen Hamburg-Rahlstedt. Vandløbene Stellau og Wandse løber gennem kommunen. Motorvejen A1 går gennem den østlige del af kommunen.